# Il mandarino - Storia di un pazzo
Il mandarino - Storia di un pazzo (Der Mandarin) è un film muto del 1919 diretto da Fritz Freisler.
È stato ritenuto a lungo perduto, finché una copia di metraggio ridotto proveniente dalla distribuzione italiana è stata ritrovata dalla George Eastman House nei primi anni 2000. L'opera è considerata anticipatrice del movimento espressionista.

## Distribuzione
Il database Italia Taglia riporta il film con il titolo Mandarino e Mefistofele cinese.